# Fricativa linguolabial surda
A fricativa linguolabial surda é um tipo de fonema usado em algumas línguas. O símbolo no Alfabeto Fonético Internacional que o representa é ⟨θ̼⟩ ou ⟨ɸ̺⟩.

## Características
- Seu modo de articulação é fricativa, ou seja, produzida pela constrição do fluxo de ar por um canal estreito no local da articulação, causando turbulência.
- Seu ponto de articulação é linguolabial, o que significa que está articulado com a língua contra o lábio superior.
- Sua fonação é surda, o que significa que é produzida sem vibrações das cordas vocais. Em alguns idiomas, as cordas vocais estão ativamente separadas, por isso é sempre sem voz; em outras, as cordas são frouxas, de modo que pode assumir a abertura de sons adjacentes.
- É uma consoante oral, o que significa que o ar só pode escapar pela boca.
- O mecanismo da corrente de ar é pulmonar, o que significa que é articulado empurrando o ar apenas com os pulmões e o diafragma, como na maioria dos sons.

## Ocorrência
| Língua     | Palavra | AFI     | Significado    | Notas |
| ---------- | ------- | ------- | -------------- | ----- |
| Big Nambas |         | [ˈinɛθ̼] | Ele é asmático |       |